# Јабланица (Чајетина)
Јабланица је сеоско насеље у Србији у општини Чајетина у Златиборском округу. Према попису из 2022. било је 466 становника.
У Јабланици се сваке године организује Сеоски вишебој, као такмичење у традиционалним занатима, вештинама и спортовима.

## Географија
Јабланица се налази југозападно од Чајетине и туристичког насеља Златибор у Србији. Простире се долином истоимене реке. Река Јабланица извире испод Торника, највишег врха Златибора (1496 m), а улива се у Црни Рзав који са Белим Рзавом који долази са Таре, отиче у Дрину код Вишеграда. Село је гранично према Босни и Херцеговини. Од Златибора преко Рибнице и подно Торника до центра села води асфалтни пут. Кроз западни део села пролази и железничка пруга Београд-Бар. Овде се налази Железничка станица Јабланица.
Мада је Јабланица једно целовито село, Јабланичани и Златиборци разликују Горњу и Доњу Јабланицу.

## Историја
Ово село помиње и Евлија Челебија у свом познатом путопису када је 1664. године посетио ове крајеве.
После Другог српског устанка граница између Србије и Турске ишла је од Шаргана преко Златибора, тј. Торника и Муртенице и даље, тако да су од садашњих села општине Чајетина, ван граница Србије, тј. у Турској, остала села Семегњево, Јабланица и Доброселица. Тек постављањем граничне линије 1834. године ова су села ушла у састав Капетаније Рујно а тиме и у састав Србије.
У Јабланици се налази једна од ретких дрвених црквица, црква брвнара. Саграђена је 1838. године. Олтар је заокругљен а врата су са интересантном орнаментиком. У склопу црквеног комплекса се налазе собрашице (софрашице, собре, софре, шатре, чардак, чардачић). То су мале дрвене зградице које су подизали имућнији домаћини и које су њима и њиховим гостима служиле приликом одржавања црквених сабора. У ужичком и златиборском крају још се једино овде могу видети овакви грађевински објекти као сведоци некадашњег градитељства.
Основна школа је изграђена 1919. године. Као и црквица брвнара и ова школска зграда била је дрвена. Тек 1934. године Јабланичани су подигли зидану планску школу са свим потребним просторијама. Сада у селу постоји потпуна основна школа.
Овде живи самоука песникиња Милојка Ђуровић.

## Демографија
У насељу Јабланица живи 796 пунолетних становника, а просечна старост становништва износи 46,6 година (45,1 код мушкараца и 48,0 код жена). У насељу има 313 домаћинстава, а просечан број чланова по домаћинству је 2,95.
Ово насеље је великим делом насељено Србима (према попису из 2002. године).
По најпотпунијем попису у 19. веку, који је обављен 1863. године, Јабланица је била међу најмањим општинама у срезу и тада је имала у 84 домаћинстава и 667 становника. Број становника се од тада стално значајно повећавао (уз познато успорење у току балканских и Првог светског рата) све до друге половине двадесетог века када је почело опадање, тако да је 1971. године забележено 1864. а пописом 2002. године свега 924 становника, тј. дошло је до смањења за 50,4%. За разлику од пописа од пре 140 година, Јабланица по најновијем попису из 2002. спада међу највећа села у општини и заузима по величини друго место (садашња општина се у приличној мери, али не потпуно, поклапа са ондашњим срезом, а село са ондашњом општином). И у овом селу је изражен проблем старења становништва. Старијих од 65 година је једна четвртина становника (26,1%) а предшколске деце 4,1%.
|  |

| Демографија | Демографија | Демографија |
| Година      | Становника  | Становника  |
| ----------- | ----------- | ----------- |
| 1948.       | 1.562       |             |
| 1953.       | 1.699       |             |
| 1961.       | 1.762       |             |
| 1971.       | 1.864       |             |
| 1981.       | 1.382       |             |
| 1991.       | 1.187       | 1.176       |
| 2002.       | 924         | 932         |

| Етнички састав према попису из 2002.‍ | Етнички састав према попису из 2002.‍ | Етнички састав према попису из 2002.‍ | Етнички састав према попису из 2002.‍ | Етнички састав према попису из 2002.‍ |
| ------------------------------------ | ------------------------------------ | ------------------------------------ | ------------------------------------ | ------------------------------------ |
|                                      |                                      |                                      |                                      |                                      |
| Срби                                 | Срби                                 |                                      | 921                                  | 99,67%                               |
| Хрвати                               | Хрвати                               |                                      | 1                                    | 0,10%                                |
| непознато                            | непознато                            |                                      | 2                                    | 0,21%                                |

| Година пописа     | 1948. | 1953. | 1961. | 1971. | 1981. | 1991. | 2002. |
| ----------------- | ----- | ----- | ----- | ----- | ----- | ----- | ----- |
| Број домаћинстава | 262   | 273   | 296   | 529   | 321   | 321   | 313   |

| Број чланова      | 1  | 2  | 3  | 4  | 5  | 6  | 7 | 8 | 9 | 10 и више | Просек |
| ----------------- | -- | -- | -- | -- | -- | -- | - | - | - | --------- | ------ |
| Број домаћинстава | 67 | 92 | 49 | 47 | 24 | 23 | 8 | 3 | 0 | 0         | 2,95   |

| Пол    | Укупно | Неожењен/Неудата | Ожењен/Удата | Удовац/Удовица | Разведен/Разведена | Непознато |
| ------ | ------ | ---------------- | ------------ | -------------- | ------------------ | --------- |
| Мушки  | 423    | 152              | 239          | 23             | 8                  | 1         |
| Женски | 406    | 70               | 245          | 85             | 6                  | 0         |
| УКУПНО | 829    | 222              | 484          | 108            | 14                 | 1         |

| Пол    | Укупно                    | Пољопривреда, лов и шумарство | Рибарство                            | Вађење руде и камена | Прерађивачка индустрија       |
| ------ | ------------------------- | ----------------------------- | ------------------------------------ | -------------------- | ----------------------------- |
| Мушки  | 204                       | 64                            | 0                                    | 3                    | 70                            |
| Женски | 121                       | 92                            | 0                                    | 0                    | 8                             |
| УКУПНО | 325                       | 156                           | 0                                    | 3                    | 78                            |
| Пол    | Производња и снабдевање   | Грађевинарство                | Трговина                             | Хотели и ресторани   | Саобраћај, складиштење и везе |
| Мушки  | 7                         | 7                             | 2                                    | 6                    | 38                            |
| Женски | 0                         | 0                             | 5                                    | 4                    | 1                             |
| УКУПНО | 7                         | 7                             | 7                                    | 10                   | 39                            |
| Пол    | Финансијско посредовање   | Некретнине                    | Државна управа и одбрана             | Образовање           | Здравствени и социјални рад   |
| Мушки  | 0                         | 0                             | 1                                    | 2                    | 1                             |
| Женски | 0                         | 1                             | 1                                    | 2                    | 6                             |
| УКУПНО | 0                         | 1                             | 2                                    | 4                    | 7                             |
| Пол    | Остале услужне активности | Приватна домаћинства          | Екстериторијалне организације и тела | Непознато            | Непознато                     |
| Мушки  | 2                         | 0                             | 0                                    | 1                    | 1                             |
| Женски | 0                         | 0                             | 0                                    | 1                    | 1                             |
| УКУПНО | 2                         | 0                             | 0                                    | 2                    | 2                             |